# قلعة مظفر أباد
قلعة مظفر أباد هي قلعة تاريخية تعود إلى عصر القاجاريون، وتقع في مقاطعة قم.